# Róisín O
Róisín O'Reilly, conosciuta come Róisín O (Dublino, 1988), è una cantante irlandese.

## Biografia
Nata in una famiglia di musicisti, Róisín O è la figlia della cantante folk Mary Black. Ha pubblicato il suo album di debutto The Secret Life of Blue nel 2012, con cui è entrata al 21º posto della Irish Albums Chart e che le ha permesso di aprire i concerti irlandesi di Lionel Richie prima di intraprendere la sua prima tournée nazionale come solista. Ha promosso il disco esibendosi nei programmi di RTÉ The John Murray Show e The Late Late Show e su TV3 al 7 O'Clock Show. Ha inoltre preso parto al concerto per la festa di san Patrizio del 2013, dove ha cantato per l'allora Presidente irlandese Michael D. Higgins.
Nel 2020 Róisín O ha preso parte a Irish Women in Harmony, un collettivo al femminile che ha registrato una cover di Dreams dei Cranberries per raccogliere fondi per l'organizzazione benefica Safe Ireland. Dopo una serie di singoli, nel 2022 è uscito il suo secondo album in studio, Courageous, che ha raggiunto il 3º posto nella classifica nazionale.

## Discografia

### Album in studio
- 2012 – The Secret Life of Blue
- 2022 – Courageous

### Singoli
- 2012 – Here We Go
- 2012 – How Long
- 2013 – Synchronicity
- 2013 – Turn Off the Silence (con Mundy)
- 2015 – If You Got Love
- 2016 – Give It Up
- 2017 – Grace (con Aoife Scott e Danny O'Reilly)
- 2017 – Warn Me of Silence
- 2020 – Lose You to Love Me
- 2021 – Heart + Bones
- 2021 – 2023
- 2021 – Still Gold
- 2022 – Stolen
- 2022 – Better Now